# Louisa Garrett Anderson
Louisa Garrett Anderson, CBE (Aldeburgh, 28 luglio 1873 – Brighton, 15 novembre 1943), è stata un medico, chirurgo pioniere britannica, un membro dell'Unione sociale e politica femminile, una suffragetta e un riformatore sociale. Era la figlia della pioniera medica fondatrice Elizabeth Garrett Anderson, la cui biografia scrisse nel 1939.

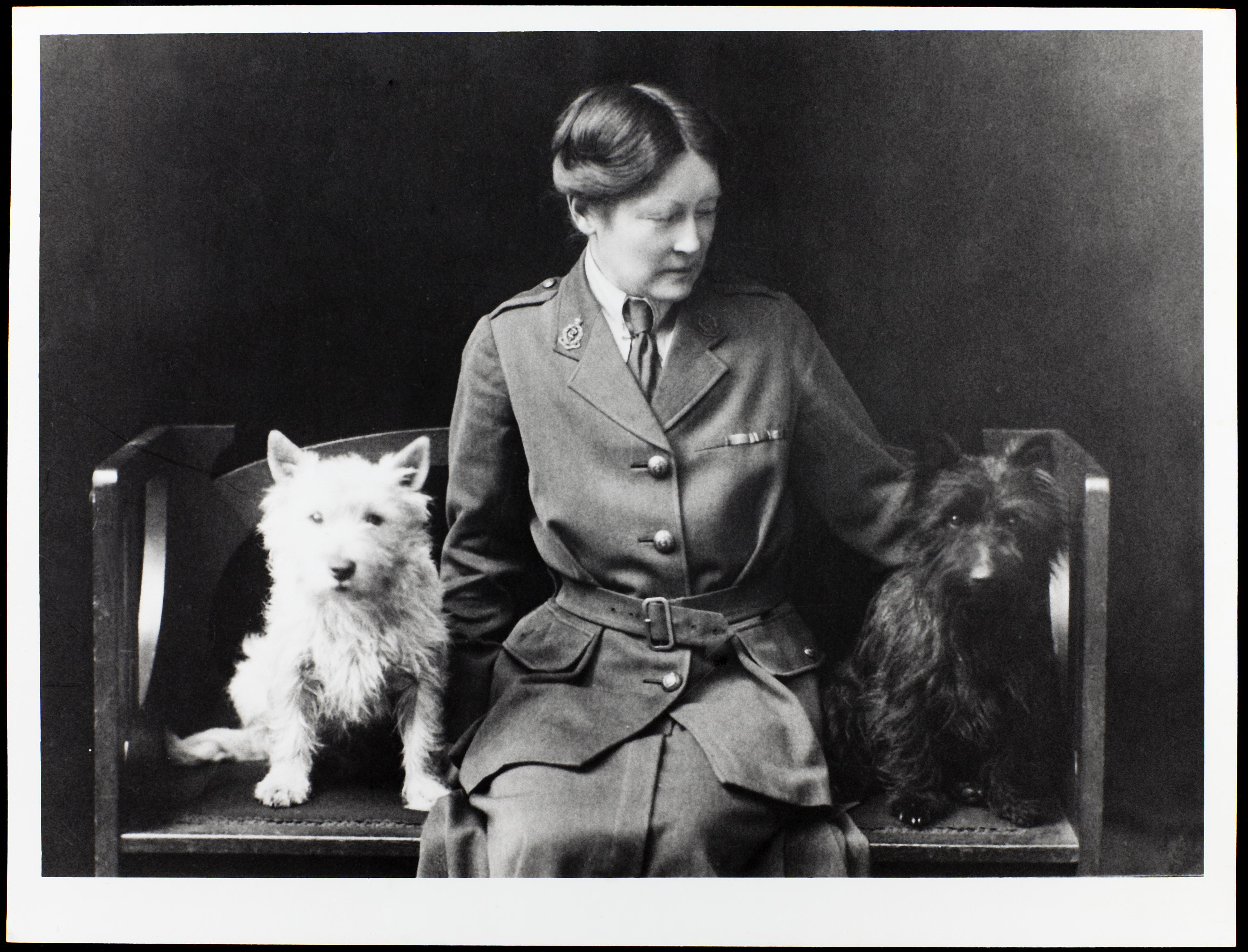
Louisa Garrett Anderson con William e Garrett, 1915 c.ca

La Anderson era il chirurgo capo del Women's Hospital Corps (WHC) e membro della Royal Society of Medicine. Sua zia, Dame Millicent Fawcett, era una suffragetta britannica. La sua compagna era la collega dottoressa e suffragetta Flora Murray. Sua cugina era la dottoressa Mona Chalmers Watson, che sostenne anche le suffragette e fondò il Women's Army Auxiliary Corps.

## Primi anni di vita e formazione
Louisa Garrett Anderson era la più grande di tre figli di Elizabeth Garrett Anderson, la prima donna a qualificarsi come dottore in Gran Bretagna, co-fondatrice della London School of Medicine for Women e la prima donna della Gran Bretagna eletta Sindaco. Suo padre era James George Skelton Anderson, comproprietario della Orient Steamship Company con suo zio Arthur Andersen. Fu educata alla St Leonards School di St Andrews e alla London School of Medicine for Women, dove conseguì la laurea in medicina e chirurgia nel 1898. Conseguì il dottorato in medicina nel 1900, iscritta a ulteriori studi post-laurea alla Scuola di Medicina Johns Hopkins e viaggiò per osservare le operazioni a Parigi e Chicago.

## Inizio carriera
Nonostante la sua istruzione, la Anderson non riuscì ad entrare in un grande ospedale generale, poiché gli atteggiamenti all'epoca erano contrari alle dottoresse che trattavano sia uomini che donne. Di conseguenza, nel 1902, entrò a far parte del New Hospital for Women, un ospedale per sole donne fondato da sua madre che curava donne e bambini. Lavorò prima come assistente chirurgico e successivamente come chirurgo senior. Eseguì operazioni ginecologiche e generali e nel 1908 pubblicò un documento con il patologo dell'ospedale discutendo le sue operazioni di isterectomia e dissezionando i 265 casi di cancro uterino trattati al New Hospital for Women.

## Attività di suffragetta

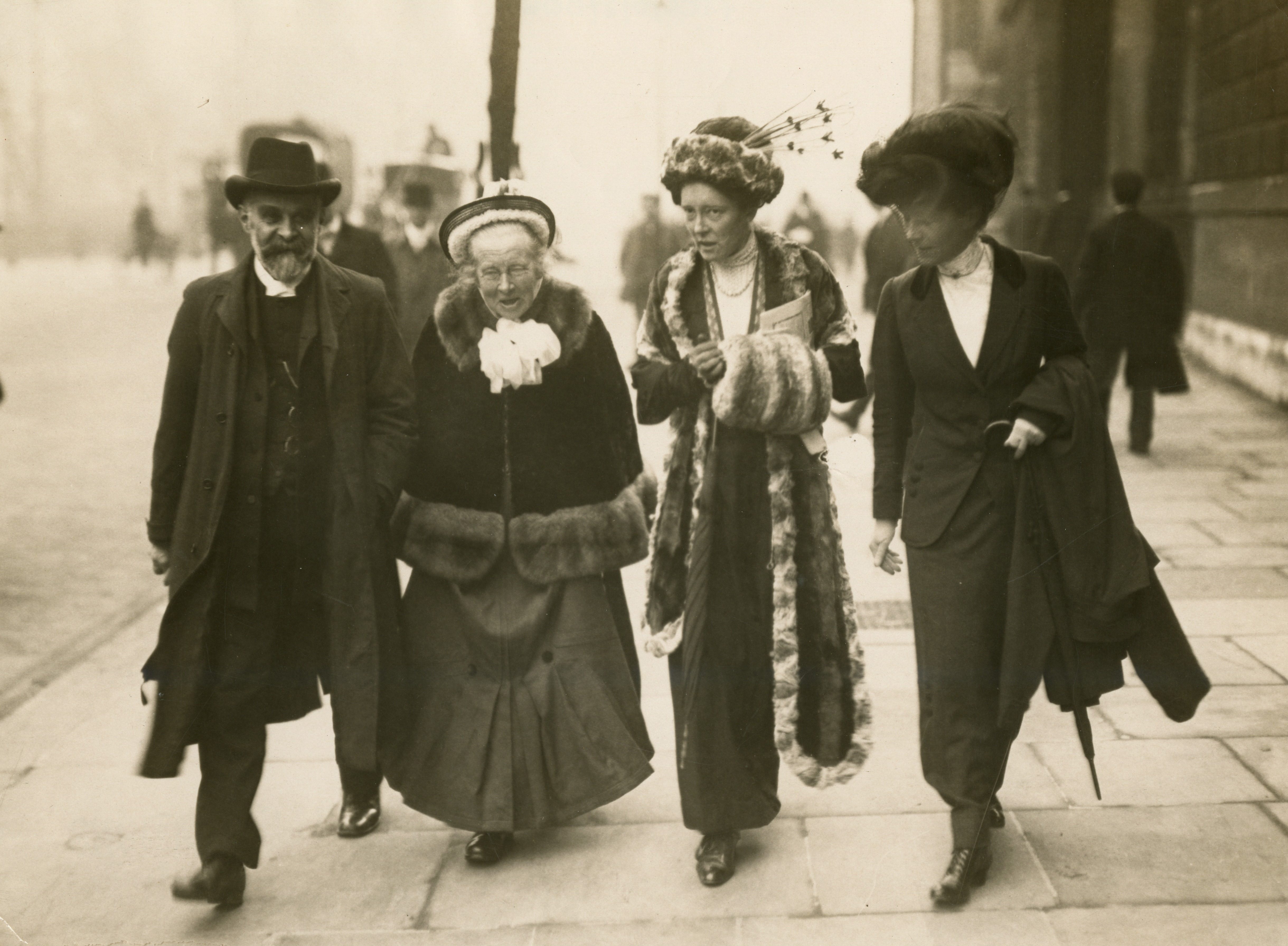
Elizabeth Garrett Anderson e Louisa Garrett Anderson, Alfred Caldecott e un altro nel 1910 il giorno in cui andarono a trovare il Primo Ministro

Dal 1903 era stata attiva in organizzazioni affiliate alla NUWSS, che sostenevano l'ottenimento del diritto di voto con mezzi pacifici. Frustrata dalla mancanza di progressi sui diritti di voto, nel 1907 divenne un membro attivo della più radicale WSPU. Il 18 novembre 1910, Anderson si unì a sua madre, Emmeline Pankhurst, Alfred Caldecott, Hertha Ayrton, Mrs Elmy, Hilda Brackenbury, la Principessa Sophia Duleep Singh e 300 donne per presentare una petizione al primo ministro Asquith per il diritto di voto. La protesta divenne nota come Black Friday, a causa delle violenze e delle aggressioni sessuali subite dai manifestanti da parte della polizia e degli astanti maschi. Più di cento donne sono state arrestate, tra cui Anderson, ma tutte sono state rilasciate senza accusa. Nel 1912 fu imprigionata a Holloway, per un breve periodo, per le sue attività di suffragetta che includevano la rottura di una finestra lanciando un mattone. Nel 1914 si unì ad Agnes Harben e al nuovo gruppo di donne e uomini: H. J. Gillespie, Gerald Gould, Bessie Lansbury e George Lansbury, Mary Neal, Emmeline Pethick-Lawrence, Julia Scurr e John Scurr, Evelyn Sharp ed Edith Ayrton, Louise Eates e Lena Ashwell nell'avviare le United Suffragists che crebbero fino ad avere filiali a Londra, Liverpool, Edimburgo e Glasgow.

## Medicina - Prima guerra mondiale
Quando scoppiò la prima guerra mondiale la Anderson e Flora Murray fondarono il Women's Hospital Corps (WHC) e reclutarono donne per personale. Credendo che l'Ufficio della Guerra Britannico avrebbe respinto la loro offerta di aiuto e sapendo che i francesi avevano bisogno di assistenza medica, offrirono la loro assistenza alla Croce Rossa francese. I francesi accettarono la loro offerta e fornirono loro lo spazio di un hotel di nuova costruzione a Parigi come loro ospedale. La Murray fu nominata Médecin-en-Chef (Capo medico) e la Anderson divenne il chirurgo capo.
La Murray riferì nel suo diario che i rappresentanti in visita dell'ufficio della guerra britannico furono stupiti di trovare un ospedale gestito con successo da donne britanniche e l'ospedale fu presto trattato come un ospedale ausiliario britannico piuttosto che uno francese. Oltre all'ospedale di Parigi, il Corpo dell'ospedale femminile gestiva anche un altro ospedale militare a Wimereux.
Nel gennaio 1915 le vittime iniziarono a essere evacuate in Inghilterra per cure. L'ufficio di guerra invitò Murray e Anderson a tornare a Londra per gestire un vasto ospedale, l'Endell Street Military Hospital (ESMH), sotto il Royal Army Medical Corps. L'ESMH trattò quasi 50.000 soldati tra maggio 1915 e settembre 1919 quando chiuse.
A Endell la Anderson e il patologo dell'ospedale, Helen Chambers, aprirono la strada a un nuovo metodo di trattamento delle ferite settiche, un unguento antisettico chiamato BIPP (bismuto, iodoformio e pasta di paraffina). La pasta era stata inventata da James Rutherford Morison. Dopo risultati positivi di alcuni test iniziali della Anderson, Morison chiese a lei e alla Chambers di eseguire uno studio più ampio sul BIPP nel 1916. La Anderson pubblicò casi di studio su The Lancet, concludendo che questo metodo aveva alleviato il dolore ai pazienti ed era migliore del metodo Carrel-Dakin, che utilizzava un antisettico più potente ma doveva essere spesso riapplicato per essere efficace. Poiché le bende potevano essere lasciate più a lungo, il metodo BIPP ridusse il tempo trascorso a cambiare le bende dell'80%. Il BIPP fu ampiamente adottato dai chirurghi per il resto della guerra, sebbene l'opinione tra i medici sia rimasta divisa sul metodo migliore per il trattamento della ferita. Nonostante il continuo dibattito, il BIPP fu utilizzato anche nella seconda guerra mondiale e continua ad essere in uso oggi per orecchio, naso, gola, maxillofacciale e procedure di neurochirurgia.

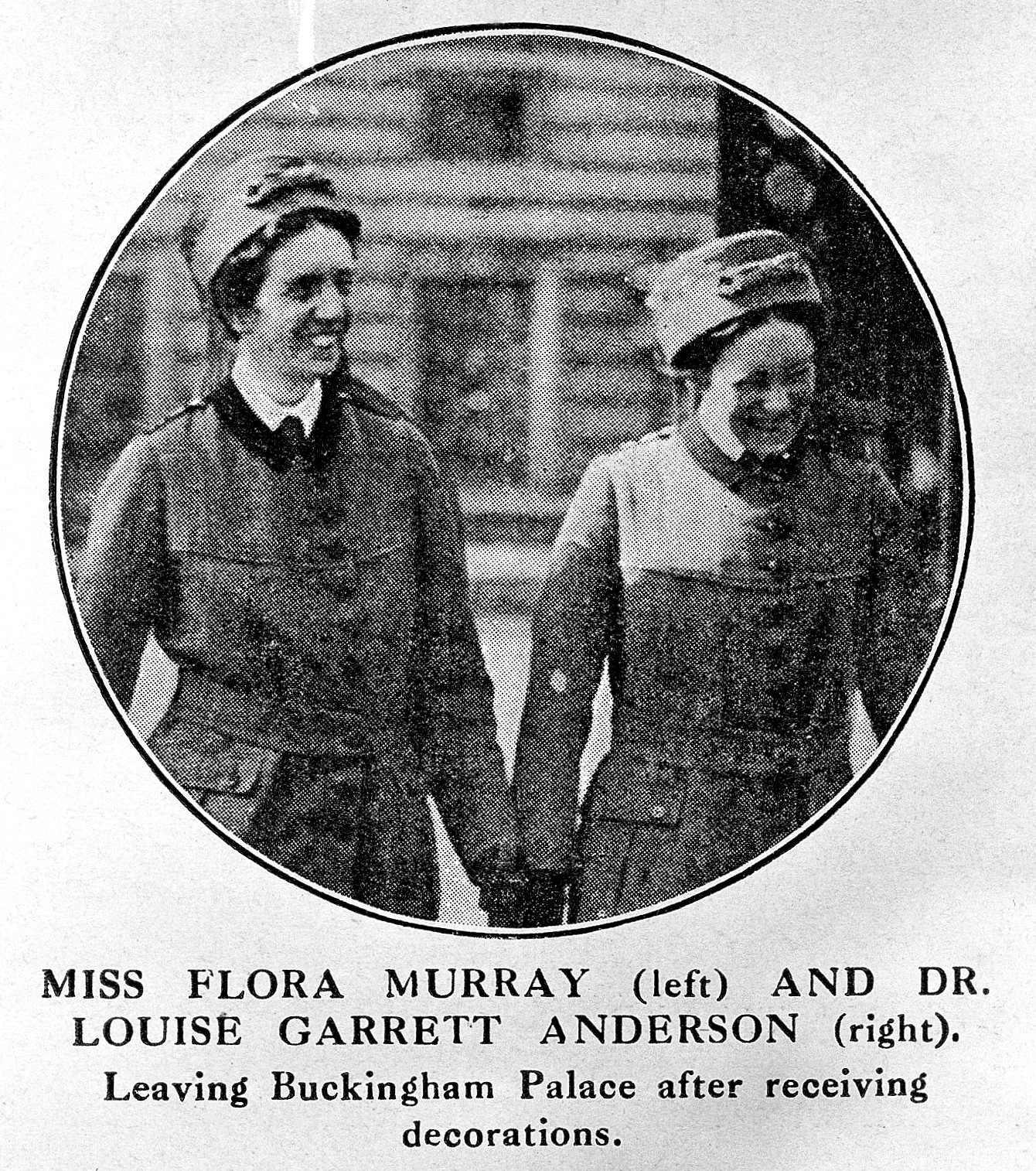
Flora Murray (a sinistra) e Louise Garrett Anderson (a destra), mentre lasciano Buckingham Palace dopo aver ricevuto decorazioni

## Premi
La Murray e la Anderson furono entrambe nominate Comandanti dell'Ordine dell'Impero Britannico (CBE) nell'agosto 1917, come parte del primo gruppo a ricevere l'onorificenza.

## Morte
La Anderson morì a Brighton e fu cremata. Le sue ceneri furono sparse nei South Downs. È commemorata sulla lapide della Murray, vicino alla loro casa a Penn, nel Buckinghamshire. L'iscrizione recita:
Flora Murray
CBE, MD, BS Durham, DPH. Cambridge
Daughter of Com John Murray RN
Murraythwaite, Dumfriesshire
Born 8 May 1869
Died 26 July 1923
She commanded the military hospital Endall Street London with the rank of Lieutenant Colonel RAMC 1915 -1919
God gave her the strength to lead, to pity and to heal
And of her friend
Louisa Garrett Anderson
C.B.E., M.D., Chief Surgeon Women's Hospital Corps 1914–1919
Daughter of James George Skelton Anderson and Elizabeth Garrett Anderson of Aldeburgh, Suffolk.
Born 28 July 1873
Died 15 November 1943
WE HAVE BEEN GLORIOUSLY HAPPY»
Flora Murray
CBE, MD, BS Durham, DPH. Cambridge
Figlia del Com John Murray RN
Murraythwaite, Dumfriesshire
Nata l'8 maggio 1869
Morì il 26 luglio 1923
Comandò all'ospedale militare Endall Street a Londra con il grado di tenente colonnello Ramc 1915-1919
Dio le diede la forza di dirigere, di avere pietà e di guarire
E della sua amica
Louisa Garrett Anderson
C.B.E., M.D., Capo Chirurgo del Corpo dell'Ospedale delle Donne 1914-1919
Figlia di James George Skelton Anderson e Elizabeth Garrett Anderson di Aldeburgh, Suffolk.
Nata il 28 luglio 1873
Morì il 15 novembre 1943
SIAMO STATI GLORIOSAMENTE FELICI»

## Archivi
Gli archivi di Louisa Garrett Anderson sono conservati presso The Women's Library presso la Library of the London School of Economics, rif. 7LGA.

## Riconoscimento postumo
Il nome e l'immagine di Anderson, e quelli di altre 58 sostenitrici del suffragio femminile, sono sul basamento della Statua di Millicent Fawcett in Parliament Square, Londra, svelata nel 2018.